# Predgrad
Predgrad este o localitate din comuna Kočevje, Slovenia, cu o populație de 95 de locuitori.